# Дело Нельской башни

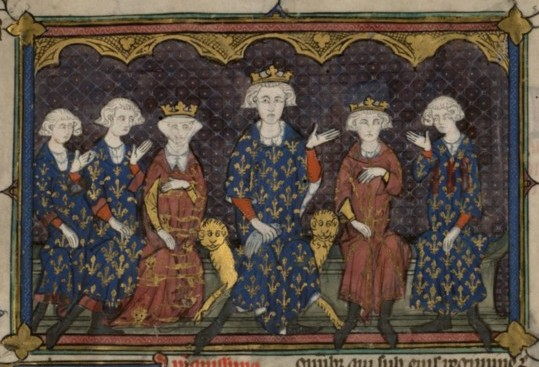
Некоторые из главных действующих лиц дела Нельской башни, изображенные в 1315 году — спустя год после начала скандала (слева направо): Карл де Ла Марш, Филипп де Пуатье, Изабелла Французская, король Филипп IV, престолонаследник Людовик и брат короля Карл Валуа

Де́ло Не́льской ба́шни (фр. Affaire de la tour de Nesle) — скандал и уголовное дело о супружеской и государственной измене во французской королевской семье, произошедшие в 1314 году. В ходе расследования три невестки короля Филиппа IV были обвинены в супружеской измене единственной дочерью короля Изабеллой, королевой Англии. Дело было названо по Нельской башне, в которой, по словам обвинения, происходила большая часть прелюбодеяния. Скандал привёл к пыткам и казням любовников принцесс и тюремному заключению невесток Филиппа IV, а также долгосрочным последствиям для всей династии Капетингов.

## Предыстория

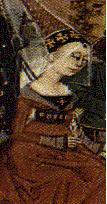
Изабелла Французская, королева Англии, сообщившая отцу об измене невесток

Королевский скандал разразился в конце непростого правления Филиппа IV Красивого, который отличался странной бесстрастностью: епископ Памье описал его как «ни человека, ни зверя, а статую»; современные историки отмечают, что он «развивал репутацию христианского царства и проявлял мало слабостей плоти». В своё царствование Филипп пытался поднять авторитет и престиж французской короны, увеличить финансовые поступления в казну, создать новые правительственные учреждения, участвовать в войнах против своих соперников и иногда бросать вызов авторитету Церкви. Незадолго до кризиса Филипп занялся ликвидацией ордена рыцарей-тамплиеров во Франции. Однако к 1314 году он был в сложном финансовом положении и ещё более сложной внутриполитической ситуации; некоторые историки предположили, что его ослабленная позиция способствовала последующему королевскому кризису.
У Филиппа IV было три сына: Людовик, Филипп и Карл. Все они были женаты, и супруг им выбирали по политическим мотивам. Первоначально Филипп намеревался женить старшего сына и наследника Людовика на Жанне Бургундской, старшей дочери Оттона IV, пфальцграфа Бургундии, однако она, в конечном итоге, в 1307 году стала женой Филиппа, второго сына короля, а Людовик женился в 1305 году на Маргарите Бургундской, дочери Роберта II, герцога Бургундии. Женой младшего сына короля, Карла, в 1308 году стала младшая сестра Жанны Бургундской — Бланка.
Все три брака оказались разными. Брак Людовика считался несчастливым: принц, носивший прозвища «сварливый» и «упрямый», предпочитал проводить время за игрой в мяч, нежели со «злобной и тощей» Маргаритой. Карл, человек весьма консервативный, «сдержанный» и «суровый», имел обыкновенный, ничем не примечательный брак. Филипп же, напротив, был известен своей необыкновенной щедростью к супруге; у пары родилось большое количество детей за короткий промежуток времени, и Филипп писал много любовных писем к Жанне на протяжении многих лет.
Помимо троих сыновей у короля Филиппа IV была дочь Изабелла, которая также по политическим мотивам в 1308 году была выдана замуж за английского короля Эдуарда II; брак был призван снять напряжённость в отношениях двух стран, возникшую из-за конфликта вокруг оспариваемых территорий Гаскони и Фландрии. Брак Изабеллы оказался трудным, во многом из-за связи короля Эдуарда с его близким другом и возможным любовником Пирсом Гавестоном. Изабелла часто обращалась к отцу за помощью в решении проблем, связанных с её браком.

## Скандал и приговор

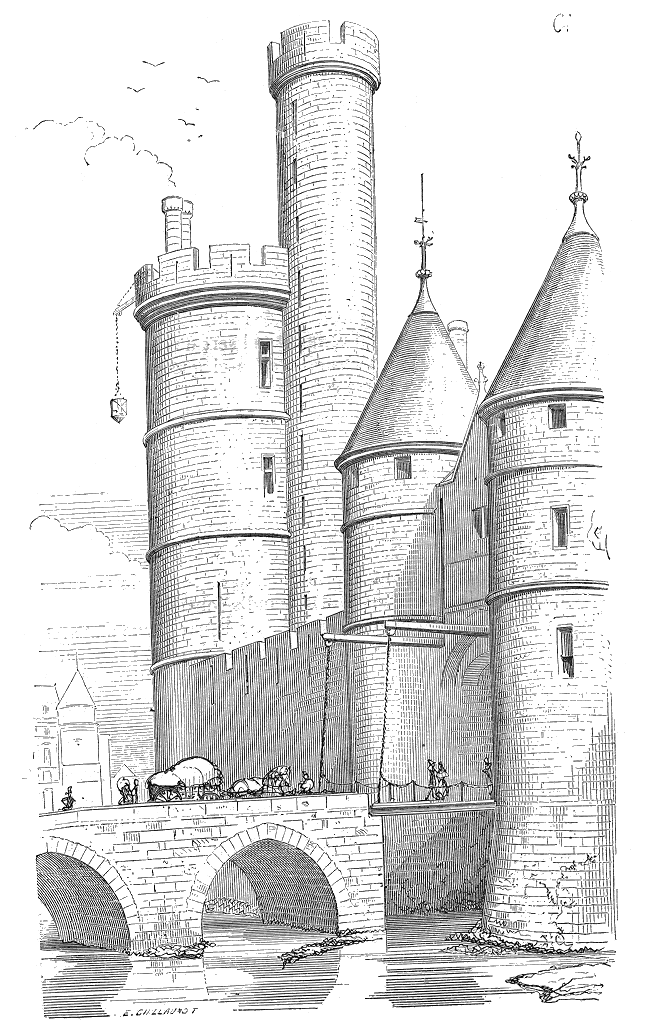
Зарисовка Нельской башни Эжена Виолле-ле-Дюка, XIX век. В этой башне, согласно расследованию, происходила большая часть прелюбодеяния

Согласно нескольким хроникам, королева Англии Изабелла Французская с супругом навестила отца во Франции в 1313 году. Во время визита для гостей братьями королевы Людовиком и Карлом было устроено сатирическое кукольное представление, после которого Изабелла подарила братьям и их жёнам шёлковые кошели с вышивкой. Позднее в том же году Изабелла и Эдуард II дали большой обед в Лондоне по случаю своего возвращения. В это время королева, очевидно, заметила, что кошели, которые она подарила своим невесткам, теперь носят двое нормандских рыцарей — Готье и Филипп д’Онэ. Сам по себе этот факт ещё не был основанием для обвинения, поскольку украшения могли быть подарены поклонникам в порядке куртуазной игры, не связанной с адюльтером, поэтому о своих подозрениях королева сообщила отцу лишь весной 1314 года во время своего визита во Францию, вероятно, после получения дополнительных доказательств измены.
16 марта 1314 года Изабелла приехала в Париж для переговоров с отцом и, вероятно, до отъезда из города 19 марта разоблачила перед Филиппом IV недостойное поведение его невесток. Особенно серьёзным было обвинение в отношении Маргариты Бургундской, поскольку любовная связь жены наследника ставила под сомнение законность происхождения её потомства, так называемую «чистоту филиации» (la netteté des filiations), что создавало прямую угрозу династии; поэтому такой адюльтер приравнивался к государственной измене. Филипп устроил тайную слежку за пятью подозреваемыми. Обвинения были сосредоточены на предположении о том, что Бланка и Маргарита в течение длительного времени пили, ели и совершали прелюбодеяние с Готье и Филиппом д’Онэ в Нельской башне — старой сторожевой башне в Париже на берегу Сены, приобретённой королём Филиппом IV в 1308 году. Первоначально утверждалось, что третья невестка короля, Жанна Бургундская, только присутствовала во время некоторых встреч принцесс с братьями д’Онэ и знала, как обстоят дела; позднее в отношении неё также были выдвинуты обвинения в прелюбодеянии.
Большинство историков сошлись во мнении, что обвинения против Бланки и Маргариты были справедливы, однако были и те, кто был скептически настроен в этом вопросе. Некоторые предположили, что Изабелла имела политическую мотивацию: она недавно родила сына Эдуарда, и избавление от троих невесток французского короля могло привести его к французскому трону. Однако это было маловероятно, поскольку хотя бы один из трёх братьев Изабеллы мог жениться во второй раз и обзавестись потомством мужского пола. Некоторые современные летописцы предполагали, что непопулярный камергер Филиппа IV Ангерран де Мариньи мог быть причастен к сведению рыцарей с невестками короля.

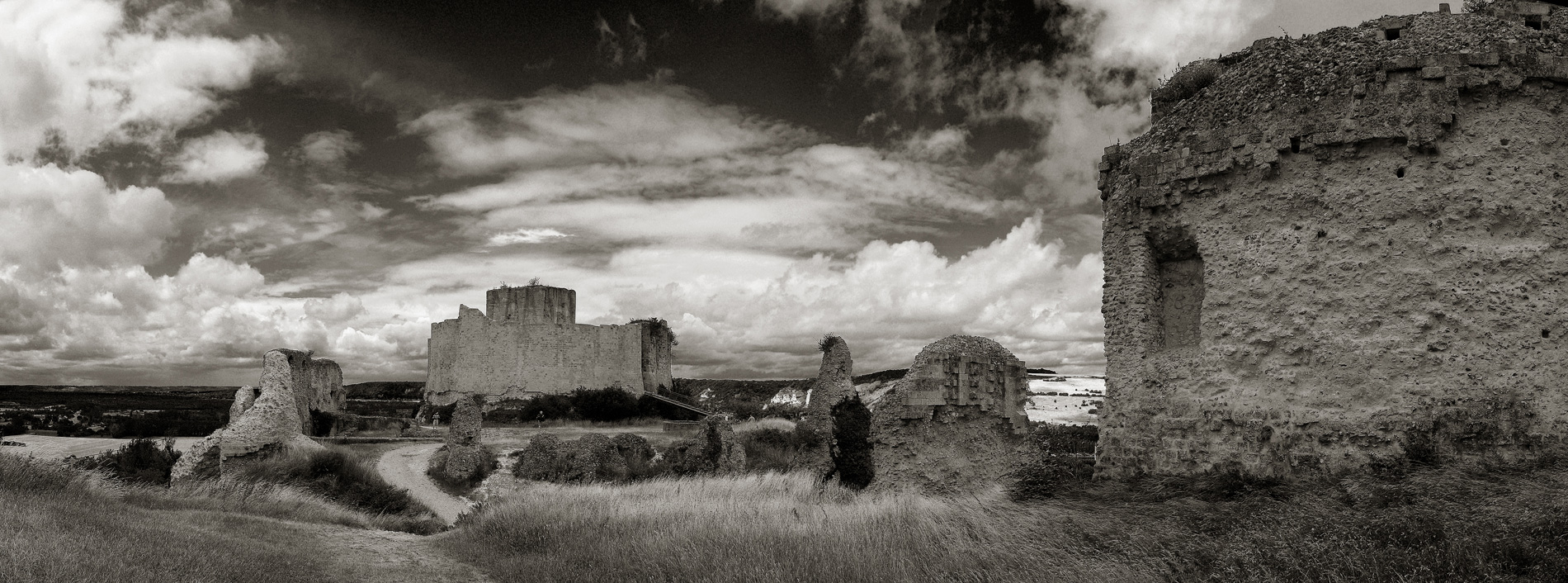
Руины замка Шато-Гайар, в котором находились в заключении невестки короля Бланка и Маргарита Бургундские

После длительного наблюдения Филипп IV публично объявил об обвинениях и арестовал всех участников скандала. Ходили слухи, что Готье и Филипп д’Онэ попытались убежать в Англию, однако оба они были допрошены и подвергнуты пыткам во Франции. Оба признались в прелюбодеянии и были признаны виновными в оскорблении величества; большинство историков сходятся в том, что братья д’Онэ сначала были кастрированы, а затем либо подверглись потрошению и четвертованию, либо были освежёваны, колесованы и повешены. По другой версии, 19 апреля 1314 года Готье и Филиппа д’Онэ при большом скоплении народа кастрировали, бросив отрезанные гениталии псам, затем с них живьём частично была содрана кожа, их подвергли колесованию, переломав кости, после чего обезглавили, а тела вывесили на Монфоконе.
Бланка и Маргарита предстали перед Парижским парламентом на закрытом заседании и были признаны виновными в адюльтере. По сообщению Жана Фруассара, в приговоре утверждалось, что принцессы плохо хранили супружескую верность, были признаны виновными в адюльтере, совершавшемся на протяжении трёх лет в различных местах и даже в самые священные дни с весёлыми и красивыми рыцарями по наущению дьявола. Бланку и Маргариту приговорили к пожизненному заключению. Их обрили наголо и в повозке, затянутой чёрным сукном, отправили из Парижа в замок Шато-Гайяр. Жанна Бургундская также предстала перед парламентом. В отношении неё прямых улик не обнаружилось (хотя некоторые хронисты и утверждают обратное), но ей поставили в вину то, что, зная о преступлении, она не донесла королю, из стыда за свой линьяж. Её также обрили и отправили в заключение в замок Дурдан; проезжая по улицам столицы, она кричала народу «о своей невиновности и умоляла ради любви Господней сообщить об этом сеньору Филиппу».

## Судьба династии
Всё случившееся стало серьёзным потрясением для короля Филиппа IV, и многие придворные полагали, что это могло способствовать его смерти, наступившей 29 ноября 1314 года. Его дочь Изабелла была подвергнута критике со стороны некоторых французов за то, что не встала на сторону невесток, хотя со временем об этом забыли; собственный брак Изабеллы потерпел катастрофу и, в конечном итоге, именно её стали считать ответственной за убийство её мужа Эдуарда II в 1327 году после захвата власти в Англии Изабеллой и её любовником Роджером Мортимером в 1326 году.
Филипп IV не позаботился завершить дело оформлением разводов своих сыновей до своей смерти. Его сын и наследник Людовик X взошёл на престол в 1314 году и был коронован в августе 1315 года; он намеревался жениться на Клеменции Венгерской, племяннице дяди и ближайшего советника Людовика Карла Валуа, для чего пытался добиться расторжения брака с Маргаритой, что было затруднительно как по каноническим соображениям (супружеская измена не является для этого достаточным основанием), так и по причине смерти папы Климента V и затянувшегося более чем на год конклава. Затруднения разрешились благодаря скоропостижной кончине Маргариты в заключении 30 апреля 1315 года; обстоятельства её смерти вызвали подозрение, что она была убита по приказу мужа.
Жанна Бургундская, содержавшаяся в Дурдане, не переставала направлять ко двору жалобы и протесты, требуя возможности доказать свою невиновность судебным поединком с участием специально нанятого рыцаря-чемпиона. По настоянию мужа её освободили, после того как в конце 1314 года парламент вместе с графами Валуа и Эврё объявил о её чистоте и невиновности и признал жертвой полицейской ошибки. По словам Жоффруа Парижского, воссоединение принцессы с мужем вызвало большую радость по всей Франции, но злые языки не преминули пустить слух, что Филиппом руководила не любовь к жене, а нежелание расставаться с её богатым приданым — Франш-Конте и Артуа. Репутация супругов оставалась подмоченной, и к прозвищу Филиппа, под которым он вошёл в историю, современники добавили ещё одно, совсем нелестное, которое он делил со своими братьями. Со смертью короля-младенца Иоанна I Жанна стала женой короля и пробыла на этом посту чуть больше пяти лет; после смерти Филиппа она унаследовала графство Артуа от матери и, наконец, умерла в 1330 году.
Бланка Бургундская оставалась в заключении в замке Шато-Гайар в течение восьми лет; в 1322 году Карл IV взошёл на престол после смерти не оставившего мужского потомства Филиппа V. Став королём, Карл отказался освободить Бланку, вместо этого папа Иоанн XXII аннулировал их брак. Вместе с тем, по сообщениям хрониста Гийома де Нанжи, Бланка опустилась до того, что забеременела в заключении от своего тюремщика — в результате добровольной связи или же неоднократного насилия. После развода Бланка была отправлена сначала в замок Горей близ Кутанса, а затем по просьбе её матери — в женский монастырь Мобюиссон, где она приняла постриг. Карл был ещё дважды женат, однако, как и брат Филипп, не оставил мужского потомства. Бланка прожила в монастыре всего несколько месяцев и умерла в апреле 1326 года там же в возрасте тридцати лет, так как её здоровье было подорвано тюремным заключением.
Дело Нельской башни сильно повредило репутации женщин из высших кругов и способствовало реализации Салического закона во время последующих споров о престолонаследии. Когда в 1316 году умер Людовик X, его дочь от Маргариты Бургундской, Жанна, была отстранена от наследования французского престола. Вопреки распространённому мнению, это решение не было оформлено на основании Салического закона, упоминания о котором появились только после битвы при Пуатье. Юридически отстранение было недостаточно обоснованным, и решение было принято на том основании, что передавать корону девочке, законность происхождения которой была под подозрением, при наличии двух сыновей Филиппа IV было бы нецелесообразно. Архиепископ Сансский Жан де Мариньи подвёл итог обсуждения знаменитой фразой, соединившей Евангелие с геральдикой: «Лилии не прядут». Филипп и его брат Карл также умерли, не оставив потомства мужского пола, а их дочери были отстранены от престолонаследия. Впоследствии толкование Салического закона поставило под сомнение французскую преемственность. Несмотря на то, что Филипп Валуа, сын Карла Валуа, претендовал на трон при поддержке французского дворянства, сын Изабеллы Эдуард III заявил о своих правах на французскую корону, в результате чего последовала Столетняя война.

## Наследие
Со временем дело Нельской башни обросло легендами, и много времени спустя в Париже оставалась популярной история о сластолюбивой королеве Маргарите, по ночам принимавшей в Нельской башне молодых любовников, которых наутро её люди топили в Сене, чтобы избежать огласки прелюбодеяния. Молва называла одной из жертв Маргариты известного схоласта Жана Буридана, которого якобы зашили в мешок и бросили в реку, но он был спасён студентами, дежурившими в лодке у берега. Эта версия широко известна, поскольку о ней упоминает Франсуа Вийон в знаменитой «Балладе о дамах былых времён», но маловероятна. В Бургундии существует легенда, согласно которой Людовик X в 1315 году приказал поместить Маргариту под домашний арест в замке Куш, принадлежавшем её кузине Марии де Бофремон, и там бывшая королева умерла в 1333 году. Эта история, приведённая аббатом Жаном Бертолле в книге о замке Куш, не выдерживает критики, поскольку при живой жене король не смог бы вступить в новый брак.
Маргарита Бургундская стала главной героиней пьесы Фредерика Гайярде «Нельская башня» (1832), полностью переделанной Александром Дюма. Образец французской романтической мелодрамы не имеет ничего общего с исторической правдой. Автор демонизировал Маргариту, приписав ей множество любовников, которые расплачивались жизнью за ночь, проведённую с королевой, подобно легендам о Клеопатре. Пьеса была экранизирована в 1909, 1937, 1955 и 1968 годах. В 1913 и 1914 годах Мишель Зевако опубликовал романы «Буридан, Герой Нельской башни» (экранизирован в 1924 и 1952 годах) и «Кровавая королева, Маргарита Бургундская».
Скандал с невестками короля и его последствия для Франции является основной темой цикла исторических романов «Проклятые короли» французского писателя Мориса Дрюона и его экранизаций. В 2009 Николь Буфто опубликовала роман «Забытая узница Шато-Гайяра», посвящённый судьбе осуждённых принцесс.
В 1947 году вышел в свет короткометражный мультфильм Альбера Дюбу «Анатоль у Нельской башни».